# Johann Rudolf Ott
Johann Rudolf Ott (* 1. Dezember 1642 in Henggart; † 4. Mai 1716 in Zürich) war ein Schweizer Philosoph und Theologe der Reformierten Kirche.

## Leben und Wirken
Ott war Sohn eines Pfarrers und studierte ab 1660 in Zürich, Heidelberg, Steinfurt, Hamm, Kassel und Marburg. Nach längeren Auslandsreisen kehrte er 1670 nach Zürich zurück und wurde Pfarrer am ehemaligen Kloster Oetenbach. Ott wurde Mitglied im Gelehrtenzirkel «Collegium Insulanum» der frühen Zürcher Aufklärung. Später konnte er eine akademische Karriere am Zürcher Carolinum realisieren: 1680 wurde er Professor für Moralphilosophie, 1682 für Kirchengeschichte und 1695 für allgemeine Philosophie. In der Folge dieser Lehrtätigkeit erschienen mehrere philosophische Schriften zur Logik, Kausalität, christlichen Ethik und Geschichte der Eidgenossenschaft im Druck. Unter anderem befasste sich Ott mit der Frage, welche Pflichten das Individuum gegenüber Staat, Kirche und Gott hat. Im Sinne des Gesellschaftsvertrages forderte er die Subordination des Einzelnen unter das Gemeinwohl. Dieses wird vom Staat vertreten, doch soll der Gehorsam gegenüber Gott höher gewichtet werden, als der gegenüber dem Staat.

## Werke

### Zu Lebzeiten erschienen (Auswahl)
- Dissertatio de votis quam sub auspicio dei. Zürich 1681.
- Positiones philosophicae. Zürich 1682.
- Ethica christiana juxta decalogi praecepta. Zürich 1692.
- Instituta destituta et restituta Helvetia. Zürich 1695.
- Disputatio de origine ac progressu philosophiae. Zürich 1697.
- Dissertatio logica deargumento testimonii. Zürich 1699.
- Dissertatio aetiologica de causa in genere. Zürich 1701.
- Dissertatio philosophica de communioribus. Zürich 1703.
- Logicae doctrinae compendium. Zürich 1704.
- Dissertatio philosophica, posterior de communioribus disputantium erroribus. Zürich 1705.

### Postum
- Rudolf Rübel (Hg.): Briefe eines Steinfurter Studenten aus dem 17. Jahrhundert: Johann Rudolf Ott von Zürich. Zürich 1955.